# Philinopsis virgo
Philinopsis virgo is een slakkensoort uit de familie van de Aglajidae. De wetenschappelijke naam van de soort is voor het eerst geldig gepubliceerd in 1968 door Rudman.